# Semilla para el Cambio
Semilla para el Cambio es una ONGD de ámbito nacional con sede en A Coruna, Galicia inscrita en el Registro Nacional de Asociaciones del Ministerio del Interior, Grupo I Sección I con el número 593450, y como ONGD en el Registro Gallego de Agentes de Cooperación al Desarrollo (enlace roto disponible en Internet Archive; véase el historial, la primera versión y la última). con el número 000205, Sección A.

## Origen
Semilla para el Cambio fue fundada el año 2009 por María Bodelón Maceiras quien, tras completar sus estudios de Cooperación en Inglaterra, decidió embarcarse en una experiencia que marcaría un antes y un después en su vida: un viaje en solitario por India en el que pudo constatar la exclusión social y explotación infantil que sufren diariamente cientos de niños y niñas para colaborar con el sustento familiar.
Unos meses después fundó Semilla para el Cambio con el objetivo de brindar un futuro digno a estos niños y niñas, apostando por una educación integral y de calidad como medio para romper la espiral de pobreza y lograr su pleno desarrollo.

## Ámbito de actuación
El país en el que actualmente Semilla para el Cambio desarrolla su labor de cooperación es India.
La organización centra su actuación en la ciudad de Varanasi o Benarés, situada a orillas del río Ganges en el estado de Uttar Pradesh.

## Proyectos
El programa de actuación de Semilla para el Cambio se enmarca en un modelo de desarrollo sostenible e integral, actuando en los sectores de la Educación, Nutrición y Sanidad.
Desarrolla su labor a través de contrapartes locales, respaldando económicamente proyectos que la comunidad busca para su desarrollo.
El objetivo de su programa educativo es promover la inclusión social y brindar la posibilidad de un futuro digno a los niños y niñas más desfavorecidos a través de una educación integral y de calidad.
Se fomenta la escolarización temprana para potenciar su desarrollo y prevenir el trabajo infantil.
Los proyectos educativos de Semilla para el Cambio se desarrollan en los distritos de Dashashwamedh y Sigra para un total de 80 beneficiarios.
Ambos proyectos se llevan a cabo en colaboración con prestigiosas escuelas locales, Learning Point en Dashashwamedh y RS Montessory en Sigra, que imparten sus clases tanto en hindi como en inglés proporcionando una educación personalizada y de calidad.
Semilla para el Cambio costea los gastos de escolarización y material escolar a la vez que ofrece clases de apoyo y actividades lúdico-formativas en su sede.
El programa educativo de Semilla para el Cambio se ve complementado por un programa sanitario y nutricional con el objetivo reducir la incidencia de enfermedades prevenibles y asegurar a los niños y niñas un crecimiento equilibrado.

## Gestión
Semilla para el Cambio es una entidad joven en la que todos sus miembros, incluidos los directivos, trabajan de forma desinteresada.
Para garantizar la continuidad y sostenibilidad de sus programas sólo remunera los puestos de trabajo cubiertos por personal local.